# 岸本マチ子
岸本 マチ子（きしもと マチこ、1934年11月29日 - 2023年7月29日）は、日本の俳人、詩人である。

## 経歴
1934年11月29日、群馬県伊勢崎市に生まれる。中央大学卒業。1958年、結婚を機に沖縄県に移住した。琉球放送のアナウンサーを経て、雑貨卸売会社に勤務した。
1978年に詩集『黒風』で第1回山之口貘賞、1984年に詩集『コザ中の町ブルース』で第17回小熊秀雄賞を受賞した。1989年に俳誌『WA』を創刊、主宰した。1994年に第44回現代俳句協会賞を受賞した。
2023年7月29日、肺炎のため沖縄県那覇市の病院で死去した。88歳没。

## 著書

### 単著
- 『与那国幻歌』（天籟通信、1974年）
- 『黒風』（オリジナル企画、1978年）
- 『コザ中の町ブルース』（花神社、1983年）
- 『サシバ』（花神社、1985年）
- 『海の旅 篠原鳳作遠景』（花神社、1985年）
- 『岸本マチ子詩集』（土曜美術社出版販売〈日本現代詩文庫〉、1990年）
- 『イチカラン・イチチ』（花神社、1990年）
- 『花神現代俳句』（花神社、1997年）
- 『ヒミコ』（花神社、1997年）
- 『縄文地帯』（本阿弥書店、1999年）
- 『曼珠沙華』（毎日新聞出版、2001年）
- 『花でいご』（花神社、2003年）
- 『通りゃんせ』（角川書店、2008年）
- 『一角獣』（東京四季出版、2010年）
- 『吉岡禅寺洞の軌跡』（文學の森、2013年）
- 『鶏頭』（本阿弥書店、2019年）

### 編集
- 鈴木真砂女著『鈴木真砂女句集』（芸林書房、2002年）

## 受賞
- 1978年 - 第1回山之口貘賞（『黒風』）[5]
- 1984年 - 第17回小熊秀雄賞（『コザ中の町ブルース』）[7]
- 1994年下半期 - 第44回現代俳句協会賞[8]